# یواس‌اس سیگرت (اس‌پی-۱۲۳۴)
یواس‌اس سیگرت (اس‌پی-۱۲۳۴) (به انگلیسی: USS Cigarette (SP-1234)) یک کشتی بود که طول آن ۱۲۵ فوت ۴ اینچ (۳۸٫۲۰ متر) بود. این کشتی در سال ۱۹۰۵ ساخته شد.